# Ian Wilson
Ian Wilson (Sunderland, Inglaterra, 19 de diciembre de 1970) es un nadador retirado especializado en pruebas de estilo libre. Fue subcampeón mundial en la prueba de 1500 metros libres durante el Campeonato Mundial de Natación en Piscina Corta de 1995,
Representó a Reino Unido durante los Juegos Olímpicos de Barcelona 1992.

## Palmarés internacional
| Campeonato Mundial de Natación en Piscina Corta | Campeonato Mundial de Natación en Piscina Corta | Campeonato Mundial de Natación en Piscina Corta | Campeonato Mundial de Natación en Piscina Corta |
| Año                                             | Lugar                                           | Medalla                                         | Prueba                                          |
| ----------------------------------------------- | ----------------------------------------------- | ----------------------------------------------- | ----------------------------------------------- |
| 1995                                            | Río de Janeiro ( Brasil)                        | Medalla de plata                                | 1500 m libres                                   |
| Campeonato Europeo de Natación                  |                                                 |                                                 |                                                 |
| Año                                             | Lugar                                           | Medalla                                         | Prueba                                          |
| 1991                                            | Atenas ( Grecia)                                | Medalla de plata                                | 1500 m libres                                   |